# Dornfelder

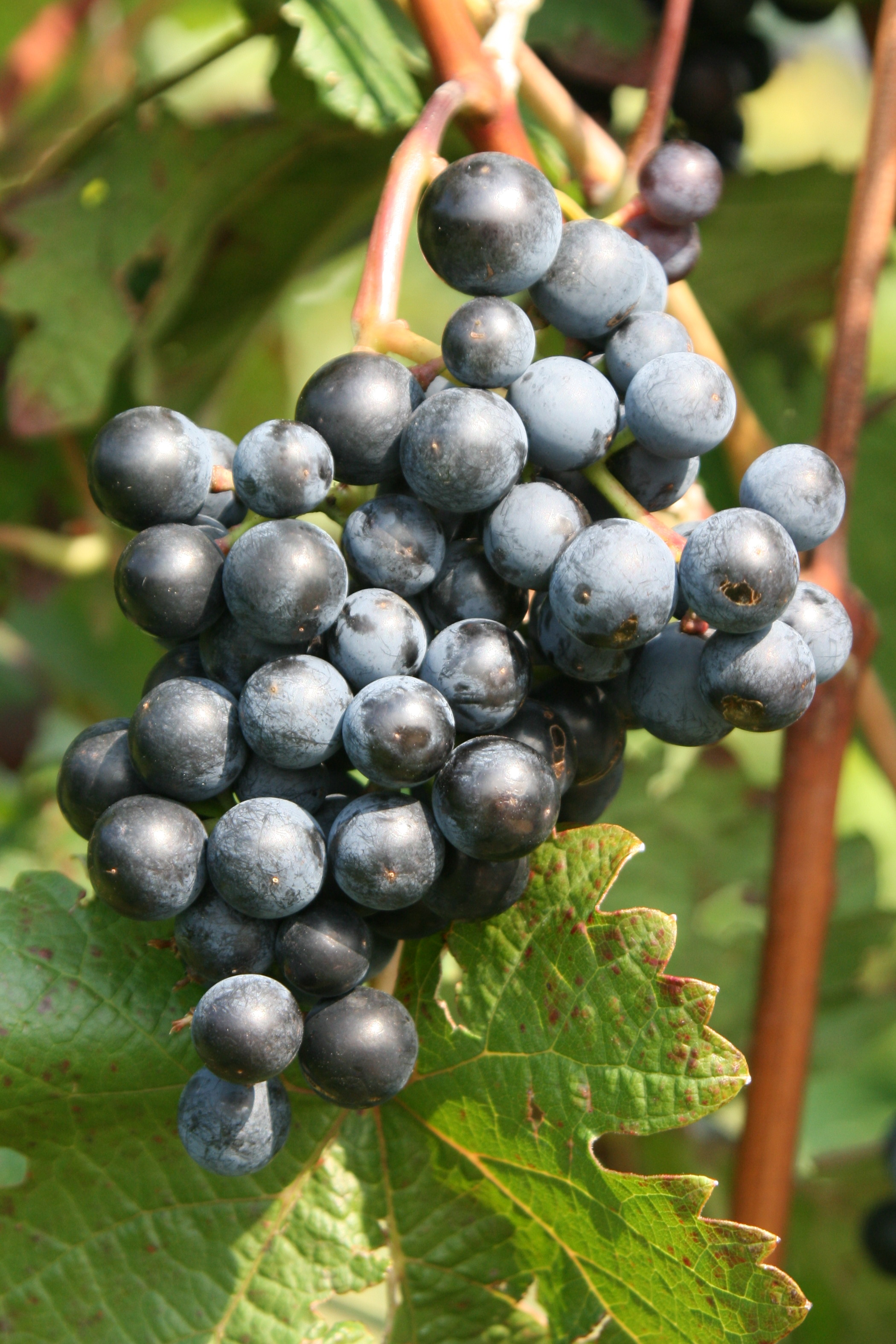
Dornfelder druif

De Dornfelder is een blauw druivenras dat voornamelijk in Duitsland groeit. De druif heeft een dikke schil en bevat veel kleur. De helft van de aanplant bevindt zich in de wijnstreek Palts. Voorts wordt het ras gekweekt in de wijnstreken Rheinhessen en Württemberg.
De Dornfelder geeft een dieprode kleur. De geur is die van besfruit, aardbei of framboos. Het is een fruitgedomineerde wijn. Ook kan er roséwijn van gemaakt worden. De Dornfelder is eveneens geschikt als tafeldruif.